# Death in Vegas
 (février 2018).
Si vous disposez d'ouvrages ou d'articles de référence ou si vous connaissez des sites web de qualité traitant du thème abordé ici, merci de compléter l'article en donnant les références utiles à sa vérifiabilité et en les liant à la section « Notes et références ».
Death in Vegas est un groupe britannique de pop rock et de musique électronique dont le principal membre est Richard Fearless. 

## Biographie
Le style du groupe est pop rock, techno, dub, trip hop, musique psychédélique, musique industrielle.
Le groupe, originellement nommé Dead Elvis a été formé en 1994, et était formé de Fearless et de Steve Helier. Ils doivent abandonner ce nom au profit de Death In Vegas car un label de disques s’appelle déjà ainsi, mais ils conservent Dead Elvis pour le titre de leur premier album qui sort en 1997. Après la sortie de cet album, Helier quitta le groupe, et fut remplacé par  Tim Holmes.
Le second album « The Contino Sessions » sort en 1999 et comprend plusieurs invités au chant parmi lesquels Iggy Pop, Bobby Gillespie, Dot Allison, Jim Reid. « Dirge », le long morceau instrumental aux accents psychédéliques qui ouvre l’album va être utilisé à de nombreuses reprises, d’abord  dans une publicité pour les jeans Levi's, et dans les films Le Projet Blair Witch 2, Exit, Demonlover, Territoires, le remake de La Dernière Maison sur la gauche, Stoker ou dans une bande annonce du Dahlia Noir. « Aisha » le morceau dans lequel Iggy Pop chante est le seul single du groupe à entrer dans le top 10 UK début 2000.
En septembre 2002, le groupe sort son troisième album Scorpio Rising (d’après le titre du film expérimental de Kenneth Anger). Dans la lignée de The Contino sessions, il fait la place à des collaborations au chant de Paul Weller, Hope Sandoval, Liam Gallagher,...  Le titre Hands Around My Throat fait parler de lui avec un clip tourné à Paris dans lequel joue l’actrice Emmanuelle Seigner. Le titre a été utilisé en 2004 dans une publicité pour Sony Ericsson et dans The Animatrix. Un autre titre, Girls, a été utilisé dans les bandes-son des films Lost in Translation et D.E.B.S ainsi que dans le premier épisode de la série Veronica Mars. Également, All that Glitters a servi de générique pour la chronique de Jamel, Le cinéma de Jamel.
Après trois albums sur Concrete Records, Fearless et Holmes créent leur propre label Drone Records pour leur quatrième album, Satan's Circus. Sorti en 2004, celui-ci est totalement instrumental, avec un retour vers des influences électroniques, le Krautrock et le dub. On y entend de claires réminiscences de Kraftwerk sur le titre Zugaga. Une édition limitée de l’album en 2 Cds comprenait un album live enregistré sur la tournée Scorpio Rising Tour en 2002.
Après la sortie de Satan's Circus, Fearless et Holmes mettent le groupe en sommeil et Fearless part vivre à New York où il forme un nouveau groupe de rock : Black Acid où il s'essaye au chant.
Fin 2009, Fearless décide de revenir à Londres et se met à composer des nouveaux titres qui ne sont pas adaptés à Black Acid mais plus à Death in Vegas. Il décide donc de réactiver le groupe seul et monte son label Portobello Records sur lequel sortira le cinquième album studio du groupe Trans-Love Energies le 26 septembre 2011 .
2016 voit la sortie d'un nouvel album baptisé Transmission sur lequel Sasha Grey chante.